# Wawayanda
Wawayanda es un pueblo ubicado en el condado de Orange en el estado estadounidense de Nueva York. En el año 2000 tenía una población de 6,273 habitantes y una densidad poblacional de 69.2 personas por km².

## Geografía
Wawayanda se encuentra ubicado en las coordenadas 41°23′36″N 74°27′24″O / 41.39333, -74.45667. Según la Oficina del Censo, la ciudad tiene un área total de 90,7 km² (35,0 mi²), de la cual 90,6 km² (35,0 mi²) es tierra y 0,1 km² (0 mi²) (0.14%) es agua.

## Demografía
Según la Oficina del Censo en 2000 los ingresos medios por hogar en la localidad eran de $61,885, y los ingresos medios por familia eran $67,479. Los hombres tenían unos ingresos medios de $42,491 frente a los $27,993 para las mujeres. La renta per cápita para la localidad era de $21,856. Alrededor del 3.7% de la población estaban por debajo del umbral de pobreza.